# Filippo di Gesù Munárriz Azcona
Filippo di Gesù Munárriz Azcona C.M.F., in spagnolo Felipe de Jesus Munárriz Azcona (Allo, 4 febbraio 1875 – Barbastro, 2 agosto 1936), è stato un presbitero spagnolo, martirizzato a Barbastro durante la Guerra civile spagnola e venerato come beato dalla Chiesa cattolica.

## Biografia
Nacque ad Allo in Navarra il 4 febbraio 1875. Aveva sei fratelli dei quali due divennero sacerdoti clarettiani: Giuliano, che arrivò ad essere Consultore Generale dell'ordine e Saturnino, missionario in Guinea. I suoi genitori emigrarono a Barcellona quando erano ancora bambini. Entrò nella Congregazione dei Missionari Figli del Cuore Immacolato di Maria nel seminario di Barbastroall'età di 11 anni, ha professato i voti il 16 luglio 1891 a Cervera davanti al padre José Xifré, uno dei cofondatori, per poi continuare gli studi a Santo Domingo de la Calzada dove ricevette l'ordinazione sacerdotale a soli 22 anni il 9 gennaio 1898.
Per quasi quarant'anni ha lavorato nella congregazione come formatore dei seminaristi e come superiore in numerose comunità: Cervera, Barbastro, Alagón. È stato inoltre superiore delle comunità clarettiane di Barcellona, Cartagena, Saragozza e Barbastro.
A Cervera dovette combattere la tubercolosi, che in quei periodi era diffusissima, coadiuvato dal padre Juan Buxó che era medico. Era particolarmente devoto al cuore di Gesù e alla pratica dei primi venerdì del mese, che vennero in seguito estese a tutta la congregazione dal padre Martín Alsina, superiore generale. Benché non avesse particolari doti di oratore, era dotato di una notevole tempra e determinazione. Amò profondamente la sua congregazione e i missionari che gli erano affidati
Padre Filippo di Gesù era superiore del seminario di Barbastro quando scoppiò la guerra civile. Il 20 luglio 1936 il seminario venne assaltato e perquisito dalle milizie anarchiche per cercare delle armi. Insieme agli altri due confratelli più anziani, il padre fu arrestato e rinchiuso in una camera di sicurezza nel municipio del paese. Dovette condividere quell'angusta prigione per quasi due settimane insieme a molte altre persone che condividevano la stessa sorte.

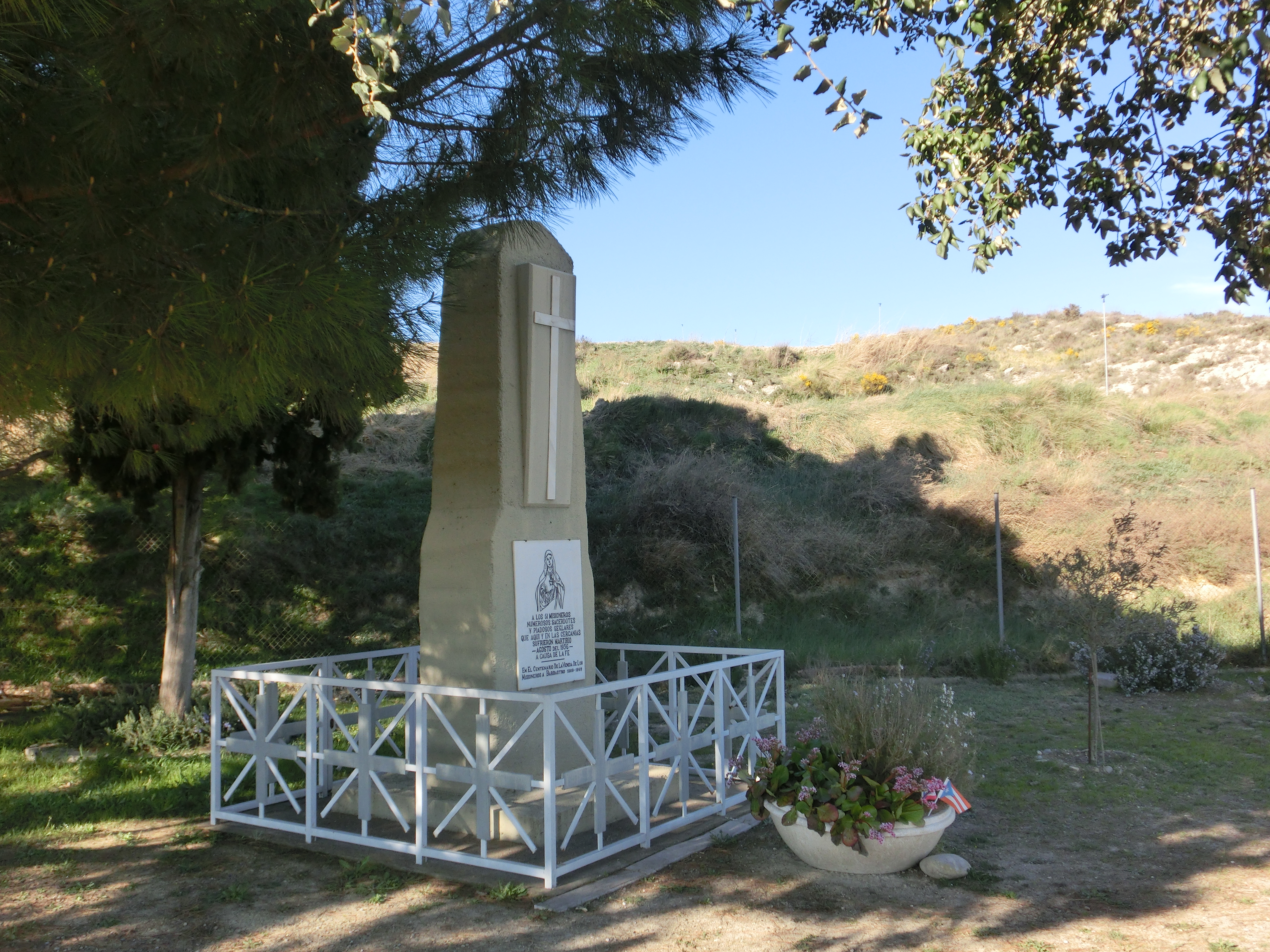
Monumento funebre nel luogo della fucilazione

Il padre Filippo di Gesù Munárriz Azcona è stato fucilato nelle prime ore del 2 agosto 1936, nel cimitero di Barbastro insieme a padre Leonzio Pérez Ramos e padre Giovanni Díaz Nosti e ad altre 19 persone tra cui sacerdoti e laici cattolici. I loro corpi sono stati gettati in una fossa comune. Fece parte del primo gruppo di claretiani di Barbastro che subirono il martirio.
Un semplice monumento lo ricorda in un'area lungo la strada per Berbegal dove ebbero luogo le esecuzioni di altri gruppi di religiosi claretiani. Nel 2013 è uscito un film sulla vicenda intitolato Un Dio vietato per la regia di Pablo Moreno.

## Culto

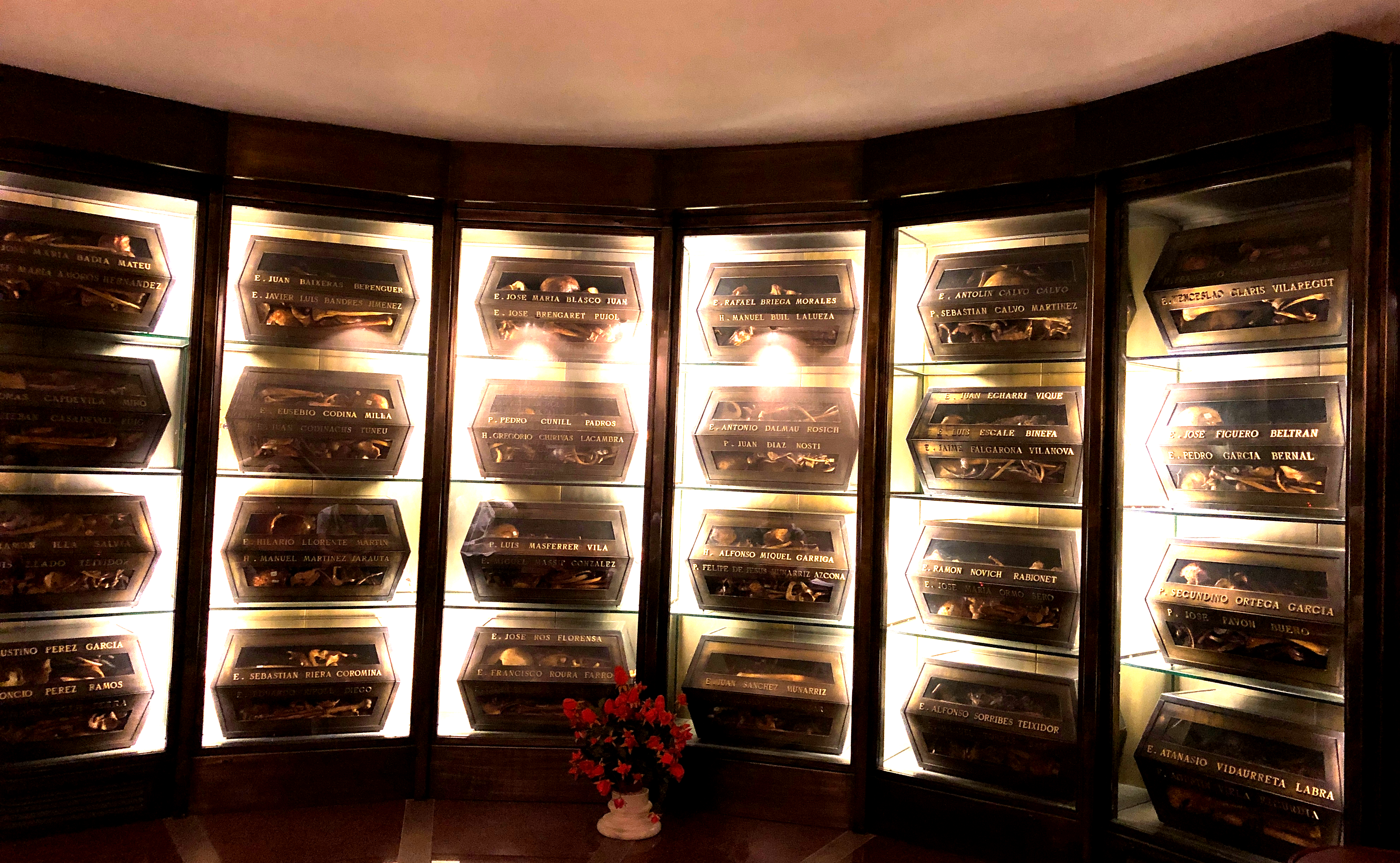
Cripta ubicata sotto all'altare della chiesa annessa al museo dei martiri Claretiani di Barbastro

Dopo la guerra i resti dei martiri furono riesumati dalle fosse comuni e, grazie alle medagliette metalliche cucite dalla lavanderia del seminario sulle loro tonache, è stato possibile risalire ai nomi delle singole persone. I resti sono composti in teche e si possono oggi venerare nella cripta della chiesa annessa al museo.
Il 20 maggio 1947 nella diocesi di Barbastro si aprì il processo informativo circa il martirio che si chiuse il 23 settembre 1949. L’8 febbraio 1961, invece, fu promulgato il Decreto sugli scritti. La dichiarazione di validità del processo, con Decreto del 9 febbraio 1990, portò alla trasmissione della “Positio super martyrio” alla Congregazione delle Cause dei Santi nello stesso anno.
A seguito della riunione della commissione teologica che si tenne il 4 febbraio 1992 e di quella dei cardinali e vescovi della Congregazione si arrivò, il 7 marzo 1992, alla promulgazione del Decreto sul martirio. La beatificazione avvenne a Roma, ad opera di Giovanni Paolo II, il 25 ottobre 1992. 
La Chiesa cattolica lo ricorda il 2 agosto.